# Neopyrgota falciterebra
Neopyrgota falciterebra är en tvåvingeart som beskrevs av Willi Hennig 1936. Neopyrgota falciterebra ingår i släktet Neopyrgota och familjen Pyrgotidae. Inga underarter finns listade i Catalogue of Life.